# Sterigmapetalum
Sterigmapetalum là một chi thực vật có hoa trong họ Rhizophoraceae.

## Loài
Chi Sterigmapetalum gồm các loài: